# Akce národní obrody
Akce národní obrody (zkratka ANO) byla československá politická strana působící během období Druhé republiky.
Členskou základnu tvořili hlavně příslušníci inteligence, průmyslníci, velkostatkáři a advokáti. Byla silně vymezena nejen proti Masarykovi a Benešovi, ale také proti Rudolfu Beranovi, Židům a komunistům. Vedoucí představitelé strany měli dokonce úzké styky s Berlínem. Cílem strany bylo sjednocení všech dosavadních politických stran a nastolení totality.
Strana vznikla 30. října 1938 splynutím Árijské fronty, části Národní demokracie a spolku Hnutí mladých advokátů a lékařů. V prosinci 1938 strana přistoupila ke Straně národní jednoty, která tehdy sjednocovala všechny nelevicové strany. 15. března 1939 funkcionáři strany spolu s členy Vlajky obsadili československý parlament s cílem ustanovit Český národní výbor.
Ke konci své existence změnila strana název na Svaz národní obrody.